# Bandekrigerne - En insider åbner op
Bandekrigerne - En insider åbner op er en dokumentarfilm instrueret af Thomas Heurlin.

## Handling
Lille A har ifølge politiet i mange år har været én af lederne af indvandrerbanden på Blågårds Plads på Nørrebro i København. Nu står han for første gang frem og fortæller sin historie. Blågårds Plads-banden er af politiet mistænkt for at være blandt Danmarks største leverandører af hash, og den ligger i krig med hovedmodstanderen, Hells Angels, i den københavnske bandekonflikt. Filmen fortæller historien om, hvordan indvandrerdrengen Abde Benarabe blev til bandelederen "Lille A". "En insider åbner op" er det første afsnit af miniserien "Bandekrigerne", som er i to afsnit.